# Élections aux Fidji
Les élections aux Fidji se déroulent dans le cadre d'une démocratie parlementaire. Le Parlement des Fidji est élu tous les quatre ans au suffrage universel direct, au scrutin proportionnel national sans circonscriptions. Le Premier ministre et le président de la république sont, eux, élus par le Parlement.

## Système électoral national

### Avant 2013
Au moment de l'indépendance du pays en 1970, le Parlement est composé de deux chambres : la Chambre des Représentants, élue au suffrage universel mais composée principalement de représentants de communautés ethniques ; et le Sénat, dont les membres sont nommés par le président de la république en accord avec les recommandations du Grand Conseil des Chefs (principalement élu par des conseils provinciaux autochtones), du Premier ministre, du chef de l'Opposition officielle, et du Conseil de Rotuma,. Le Premier ministre est nommé par le président, ce dernier nommant Premier ministre le député de la Chambre des Représentants qui a la confiance d'une majorité de ses pairs, en accord avec le modèle de Westminster. Le président était nommé par le Grand Conseil des Chefs, mais a des fonctions essentiellement symboliques.
Les particularismes du système électoral pour la Chambre des Représentants ont varié au fil des Constitutions qui se sont succédé - en 1970, en 1990, puis en 1997, avant l'abrogation de la Constitution de 1997 en 2009, et la promesse d'une nouvelle Constitution pour 2013. Les dispositions électotales sous la Constitution de 1997 -employées lors des élections de 1999, 2001 et 2006- sont les suivantes, par l'article 51 : 23 députés autochtones élus par les citoyens autochtones (appelés « fidjiens ») ; 19 élus par et parmi les citoyens d'ascendance indienne ; 1 député élu par et parmi les Rotumiens ; 3 élus par et parmi les citoyens de toute autre appartenance ethnique (dits « électeurs généraux ») ; et 25 élus par l'ensemble des citoyens sans distinction ethnique. Le pays est ainsi divisé en circonscriptions uninominales ethniques et non-ethniques superposées, et chaque électeur a à choisir deux candidats : un dans sa circonscription ethnique, et un dans sa circonscription dite « ouverte », où peuvent se présenter des candidats de diverses origines,.
En outre, afin de promouvoir une plus grande coopération entre les partis politiques, le système électoral employé est celui du vote alternatif. Chaque électeur est invité à classer les candidats de ses circonscriptions par ordre de préférence.
Pour autant, il existe une très forte corrélation entre l'appartenance ethnique des électeurs et le parti auquel ils accordent leur préférence. Ainsi, aux élections de 2006, le Soqosoqo Duavata ni Lewenivanua, parti conservateur prônant la primauté des intérêts autochtones, remporte une large majorité des suffrages autochtones, tandis que les électeurs indo-fidjiens privilégient largement le Parti travailliste, et que le Parti des peuples unis (United Peoples' Party), conçu pour rassembler les électeurs des autres ethnies, remporte deux des trois sièges réservés à ces minorités. Depuis l'indépendance du pays en 1970, la plupart des élections ont été remportées par des partis conservateurs principalement autochtones, voire (depuis les années 1990) nationalistes autochtones. À trois reprises, d'autres partis sont arrivés en tête, remportant le plus grand nombre de sièges, mais sans jamais pouvoir constituer un gouvernement durable. Le Parti de la fédération nationale, principalement 'indien', remporte les élections de mars 1977 en raison d'une scission de l'électorat autochtone, mais ne peut s'accorder sur la nomination d'un Premier ministre, précipitant une crise constitutionnelle. Le Gouverneur général Ratu Sir George Cakobau nomme alors premier ministre le dirigeant du parti conservateur autochtone arrivé second. Le Parti travailliste remporte les élections de 1987, mais le gouvernement travailliste est presque immédiatement renversé par un coup d'État militaire, au nom de la sauvegarde de la suprématie autochtone. Les Travaillistes remportent également les élections de 1999, et sont à nouveau renversés par un coup d'État (cette fois, civil) peu de temps après.
Le coup d'État de 2006 mené par le contre-amiral Voreqe Bainimarama amène en 2013 à une nouvelle Constitution, qui abroge les listes électorales ethniques.

### Depuis 2013
Le Parlement des Fidji est monocaméral. Parmi les changements notables introduits par la Constitution de 2013, : 
- les circonscriptions électorales sont abolies, faisant place à un système électoral à la proportionnelle, pour encourager tous les partis à se soucier de l'ensemble de la population ;
- les listes électorales ethniques, et la répartition des sièges selon des critères ethniques, sont abrogées ;
- le Sénat est aboli, en faveur d'un parlement monocaméral ;
- le nombre de sièges au parlement est réduit à 50 ;
- les Fidjiens expatriés obtiennent le droit de vote, à condition de n'avoir que la nationalité fidjienne.

Chaque citoyen vote non pas pour un parti ou une liste, mais pour un unique candidat qu'il souhaite voir élu député. Puisqu'il n'y a qu'une seule circonscription, les candidats sont les mêmes à travers le pays. Chaque candidat est représenté par un nombre sur le bulletin de vote. Le système électoral fonctionne néanmoins selon un modèle proportionnel. Les voix pour les candidats individuels de chaque parti sont additionnées, conférant un nombre et un pourcentage de voix à ce parti. Le parti remporte alors une proportion de sièges égale à sa proportion de voix. Les sièges alloués à ce parti le sont dans l'ordre dans lequel les électeurs ont classé les candidats de ce parti. Ainsi ce n'est pas le parti lui-même qui détermine l'ordre d'élection de ses candidats, mais les électeurs. Un parti n'obtient des députés que s'il a atteint au moins 5 % des voix.

## Résultats récents

### 2014
|                           |                                             |         |       |       |        |               |  |  |  |
| Parti                     | Parti                                       | Voix    | %     | +/-   | Sièges | +/-           |  |  |  |
|                           | Fidji d'abord (FF)                          | 293 544 | 59,17 | Nv.   | 32     | 32            |  |  |  |
|                           | Parti libéral social-démocrate (SODELPA)    | 139 809 | 28,18 | 16,32 | 15     | 21            |  |  |  |
|                           | Parti de la fédération nationale (NFP)      | 27 065  | 5,46  | 0,69  | 3      | 3             |  |  |  |
|                           | Parti démocrate populaire (PDP)             | 15 863  | 3,20  | Nv.   | 0      | en stagnation |  |  |  |
|                           | Parti travailliste fidjien (FLP)            | 11 669  | 2,35  | 37,64 | 0      | 31            |  |  |  |
|                           | Parti des Fidji unifiées (OFP)              | 5 839   | 1,18  | Nv.   | 0      | en stagnation |  |  |  |
|                           | Parti fidjien unifié pour la liberté (FUFP) | 1 072   | 0,22  | Nv.   | 0      | en stagnation |  |  |  |
|                           | Indépendants                                | 1 282   | 0,26  | 4,29  | 0      | 2             |  |  |  |
|                           |                                             |         |       |       |        |               |  |  |  |
| Votes valides             | Votes valides                               | 496 142 | 99,21 |       |        |               |  |  |  |
| Votes blancs et invalides | Votes blancs et invalides                   | 3 936   | 0,79  |       |        |               |  |  |  |
| Total                     | Total                                       | 500 078 | 100   | -     | 50     | 21            |  |  |  |
| Abstentions               | Abstentions                                 | 91 023  | 15,40 |       |        |               |  |  |  |
| Inscrits / participation  | Inscrits / participation                    | 591 101 | 84,60 |       |        |               |  |  |  |

Résultats selon l'axe gauche/droite
| Majorité absolue |    |         |
| ↓                |    |         |
| 3                | 32 | 15      |
| PFN              | FA | SODELPA |

### 2018
|                          |                                  |         |       |       |        |               |  |  |  |
| Parti                    | Parti                            | Voix    | %     | +/-   | Sièges | +/-           |  |  |  |
|                          | Fidji d'abord                    | 227 241 | 50,02 | 9,15  | 27     | 5             |  |  |  |
|                          | Parti libéral social-démocrate   | 181 072 | 39,85 | 11,67 | 21     | 6             |  |  |  |
|                          | Parti de la fédération nationale | 33 515  | 7,38  | 1,92  | 3      | en stagnation |  |  |  |
|                          | Parti de l'unité des Fidji       | 6 896   | 1,52  | Nv    | 0      | Nv            |  |  |  |
|                          | Parti de l'espoir                | 2 811   | 0,62  | Nv    | 0      | Nv            |  |  |  |
|                          | Parti travailliste fidjien       | 2 800   | 0,62  | 1,73  | 0      | en stagnation |  |  |  |
|                          |                                  |         |       |       |        |               |  |  |  |
| Votes valides            | Votes valides                    | 454 335 | 99,08 |       |        |               |  |  |  |
| Votes invalides          | Votes invalides                  | 4 197   | 0,92  |       |        |               |  |  |  |
| Total                    | Total                            | 458 532 | 100   | –     | 51     | 1             |  |  |  |
| Abstentions              | Abstentions                      | 179 785 | 28,35 |       |        |               |  |  |  |
| Inscrits / participation | Inscrits / participation         | 634 120 | 71,65 |       |        |               |  |  |  |

| 3   | 27 | 21      |
| PFN | FA | SODELPA |

### 2022
|                          |                                          |         |       |       |        |               |  |  |  |
| Parti                    | Parti                                    | Voix    | %     | +/-   | Sièges | +/-           |  |  |  |
|                          | Fidji d'abord (FF)                       | 200 246 | 42,55 | 7,47  | 26     | 1             |  |  |  |
|                          | Alliance populaire (PA)                  | 168 581 | 35,82 | Nv.   | 21     | 21            |  |  |  |
|                          | Parti de la fédération nationale (NFP)   | 41 830  | 8,89  | 1,51  | 5      | 2             |  |  |  |
|                          | Parti libéral social-démocrate (SODELPA) | 24 172  | 5,14  | 34,71 | 3      | 18            |  |  |  |
|                          | Parti de l'unité des Fidji (UFP)         | 13 100  | 2,78  | 1,26  | 0      | en stagnation |  |  |  |
|                          | Parti travailliste fidjien (FLP)         | 12 704  | 2,70  | 2,08  | 0      | en stagnation |  |  |  |
|                          | Nous Unissons les Fidji (WUF)            | 6 070   | 1,29  | Nv.   | 0      | en stagnation |  |  |  |
|                          | Parti de Tous les Peuples (APP)          | 2 638   | 0,56  | Nv.   | 0      | en stagnation |  |  |  |
|                          | Parti de la Nouvelle Génération (NGP)    | 964     | 0,20  | Nv.   | 0      | en stagnation |  |  |  |
|                          | Indépendants                             | 279     | 0,06  | Nv.   | 0      | en stagnation |  |  |  |
|                          |                                          |         |       |       |        |               |  |  |  |
| Votes valides            | Votes valides                            | 470 584 | 99,30 |       |        |               |  |  |  |
| Votes invalides          | Votes invalides                          | 3 326   | 0,70  |       |        |               |  |  |  |
| Total                    | Total                                    | 473 910 | 100   | –     | 55     | 4             |  |  |  |
| Abstentions              | Abstentions                              | 220 005 | 31,75 |       |        |               |  |  |  |
| Inscrits / participation | Inscrits / participation                 | 693 915 | 68,25 |       |        |               |  |  |  |